# Лі Вейфен
Лі Вейфен (кит.: 李玮锋, нар. 1 грудня 1978, Чанчунь) — китайський футболіст, що грав на позиції захисника.
Виступав, зокрема, за клуби «Шеньчжень Пінань», «Евертон» та «Тяньцзінь Теда», а також національну збірну Китаю, у складі якої є рекордсменом за кількістю зіграних матчів (112).

## Клубна кар'єра
У дорослому футболі дебютував 1998 року виступами за команду клубу «Шеньчжень Пінань», в якій провів чотири сезони, взявши участь у 91 матчі чемпіонату. Більшість часу, проведеного у складі «Шеньчжень Пінань», був основним гравцем захисту команди.
Своєю грою за цю команду привернув увагу представників тренерського штабу клубу «Евертон», до складу якого приєднався 2002 року. Відіграв за клуб з Ліверпуля наступний сезон своєї ігрової кар'єри.
Згодом з 2003 по 2010 рік грав у складі команд клубів «Шеньчжень Цзяньлібао», «Шанхай Шеньхуа», «Ухань Гуангу» та «Сувон Самсунг Блювінгз».
У 2011 році перейшов до клубу «Тяньцзінь Теда», за який відіграв 4 сезони. Граючи у складі «Тяньцзінь Теда» також здебільшого виходив на поле в основному складі команди. Завершив професійну кар'єру футболіста виступами за команду «Тяньцзінь Теда» у 2015 році.

## Виступи за збірну
У 1998 році дебютував в офіційних матчах у складі національної збірної Китаю. Протягом кар'єри у національній команді, яка тривала 14 років, провів у формі головної команди країни 112 матчів, забивши 14 голів.
У складі збірної був учасником кубка Азії з футболу 2000 року у Лівані, чемпіонату світу 2002 року в Японії і Південній Кореї, кубка Азії з футболу 2004 року у Китаї, де разом з командою здобув «срібло».

## Титули і досягнення
- Чемпіон Китаю (1):

«Шеньчжень»: 2004
- Володар Кубка Південної Кореї (1):

«Сувон Самсунг Блювінгз»: 2009
- Володар Кубка Китаю (1):

«Тяньцзінь Теда»: 2011
Збірні
- Бронзовий призер Азійських ігор: 1998
- Срібний призер Кубка Азії: 2004
- Переможець Кубка Східної Азії: 2005